# Le Poislay
Le Poislay est une commune française située dans le département de Loir-et-Cher, en région Centre-Val de Loire.
Localisée au nord du département, la commune fait partie de la petite région agricole[Selon qui ?] « le Perche » (considère le plus souvent une région naturelle), région naturelle accidentée composée de  vallons, de plateaux, de collines, de crêtes et de vallées. Elle est drainée par des petits cours d'eau.
L'occupation des sols est marquée par l'importance des espaces agricoles et naturels qui occupent la quasi-totalité du territoire communal. Un espace naturel d'intérêt est présent sur la commune : une zone naturelle d'intérêt écologique, faunistique et floristique (ZNIEFF).  En 2010, l'orientation technico-économique de l'agriculture sur la commune est la culture des céréales et des oléoprotéagineux. À l'instar du département qui a vu disparaître le quart de ses exploitations en dix ans, le nombre d'exploitations agricoles a fortement diminué, passant de 7 en 1988, à 17 en 2000, puis à 13 en 2010.
Avec 181 habitants en 2017, la commune fait partie des 39 communes les plus faiblement peuplées de Loir-et-Cher.
Le patrimoine architectural de la commune comprend un bâtiment porté à l'inventaire des monuments historiques : le château de Chaussepot.

## Géographie

### Localisation et communes limitrophes
La commune du Poislay se trouve au nord du département de Loir-et-Cher, dans la petite région agricole du Perche,. À vol d'oiseau, elle se situe à 56,6 km  de Blois, préfecture du département, à 30,4 km de Vendôme, sous-préfecture, et à 28,4 km de Savigny-sur-Braye, chef-lieu du canton du Perche dont dépend la commune depuis 2015. La commune fait en outre partie du bassin de vie de Brou.
Les communes les plus proches sont : Droué (3,2 km), La Fontenelle (3,2 km), Courtalain (5,5 km) (28), Arrou (5,5 km) (28), Saint-Pellerin (5,7 km) (28), Boisgasson (6,9 km) (28), Bouffry (7 km), Le Gault-du-Perche (7,2 km) et Ruan-sur-Egvonne (8,5 km).

### Paysages et relief
Dans le cadre de la Convention européenne du paysage, adoptée le 20 octobre 2000 et entrée en vigueur en France le 1er juillet 2006, un atlas des paysages de Loir-et-Cher a été élaboré en 2010 par le CAUE de Loir-et-Cher, en collaboration avec la DIREN Centre (devenue DREAL en 2011), partenaire financier. Les paysages du département s'organisent ainsi en huit grands ensembles et 25 unités de paysage,. La commune fait partie de l'unité de paysage du « Perche Gouët », au sein du Perche.
Le Perche Gouët présente des successions de vallons et de collines, dégageant des vues alternativement intimes et ouvertes et offrant de riches paysages, contrastant avec les autres paysages du département, marqués par de grandes étendues des plateaux  et de larges vallées, et constituant ainsi une exception. Cette forme mouvementée des reliefs s'explique par la nature argileuse des sols dans lesquels les rivières et ruisseaux y ont facilement sculpté des vallons et vallées successives aux profils arrondis.
L'altitude du territoire communal varie de 154 mètres à 202 mètres,.

### Hydrographie
La commune est drainée par des petits cours d'eau, constituant un réseau hydrographique de 14,25 km de longueur totale.

### Climat
Pour des articles plus généraux, voir Climat du Centre-Val de Loire et Climat de Loir-et-Cher.
En 2010, le climat de la commune est de type climat océanique dégradé des plaines du Centre et du Nord, selon une étude du CNRS s'appuyant sur une série de données couvrant la période 1971-2000. En 2020, Météo-France publie une typologie des climats de la France métropolitaine dans laquelle la commune est exposée à un climat océanique altéré et est dans la région climatique Moyenne vallée de la Loire, caractérisée par une bonne insolation (1 850 h/an) et un été peu pluvieux.
Pour la période 1971-2000, la température annuelle moyenne est de 10,8 °C, avec une amplitude thermique annuelle de 15 °C. Le cumul annuel moyen de précipitations est de 661 mm, avec 10,6 jours de précipitations en janvier et 7,6 jours en juillet. Pour la période 1991-2020, la température moyenne annuelle observée sur la station météorologique de Météo-France la plus proche, « Droué - Morache », sur la commune de Droué à 3 km à vol d'oiseau, est de 11,2 °C et le cumul annuel moyen de précipitations est de 788,8 mm,. Pour l'avenir, les paramètres climatiques de la commune estimés pour 2050 selon différents scénarios d'émission de gaz à effet de serre sont consultables sur un site dédié publié par Météo-France en novembre 2022.

### Milieux naturels et biodiversité

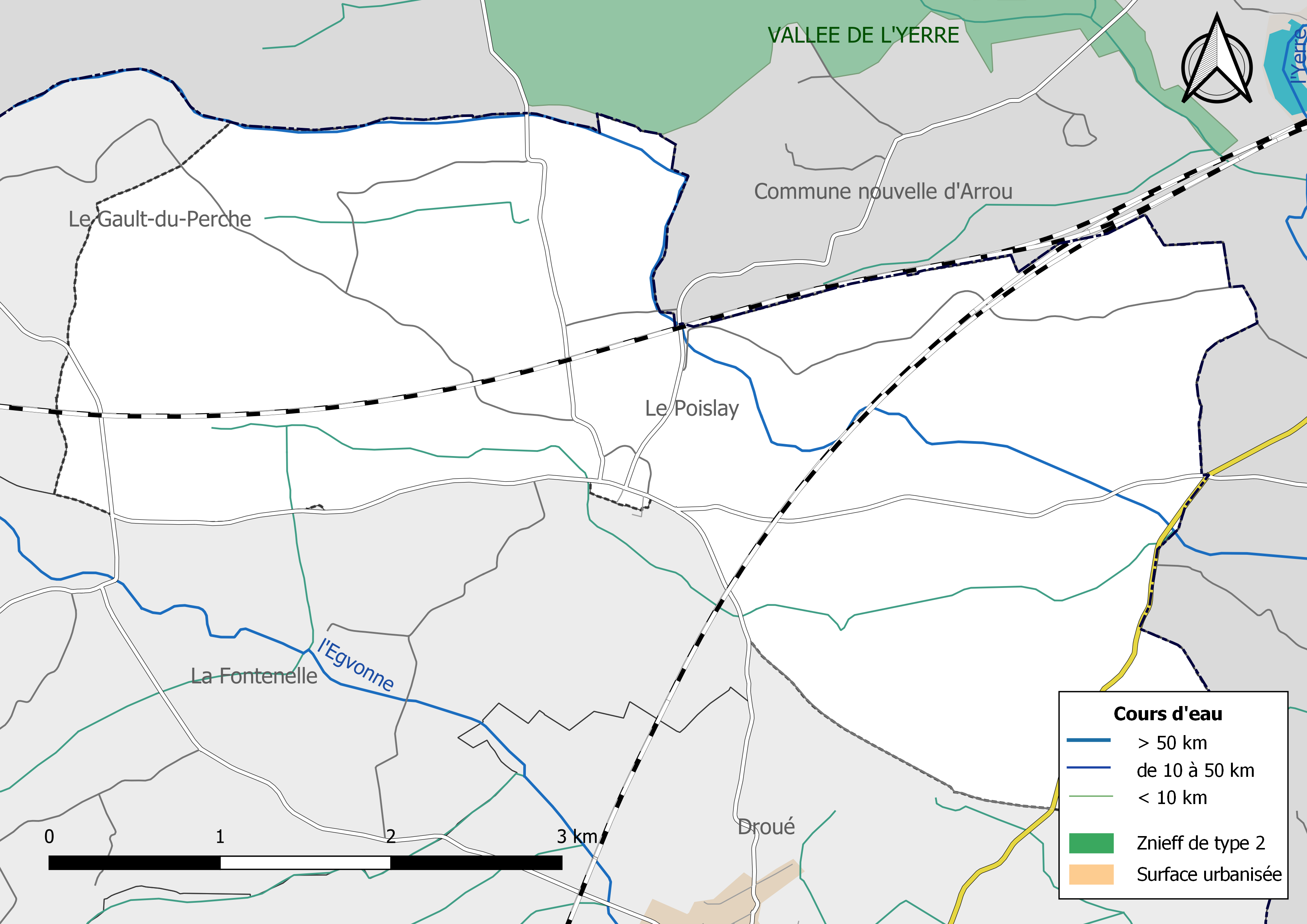
Carte des ZNIEFF de type 2 localisées sur la commune.

L'inventaire des zones naturelles d'intérêt écologique, faunistique et floristique (ZNIEFF) a pour objectif de réaliser une couverture des zones les plus intéressantes sur le plan écologique, essentiellement dans la perspective d'améliorer la connaissance du patrimoine naturel national et de fournir aux différents décideurs un outil d'aide à la prise en compte de l'environnement dans l'aménagement du territoire. Le territoire communal duPoislay comprend une ZNIEFF : 
la « Vallée de l'Yerre » (781,5 ha).

## Urbanisme

### Typologie
Au 1er janvier 2024, Le Poislay est catégorisée commune rurale à habitat très dispersé, selon la nouvelle grille communale de densité à sept niveaux définie par l'Insee en 2022.
Elle est située hors unité urbaine et hors attraction des villes,.

### Occupation des sols
L'occupation des sols est marquée par l'importance des espaces agricoles et naturels (100 %). La répartition détaillée ressortant en 2012 de la base de données européenne d'occupation biophysique des sols Corine Land Cover est la suivante : 
terres arables (93,6 %), 
zones agricoles hétérogènes (6,4 %), 

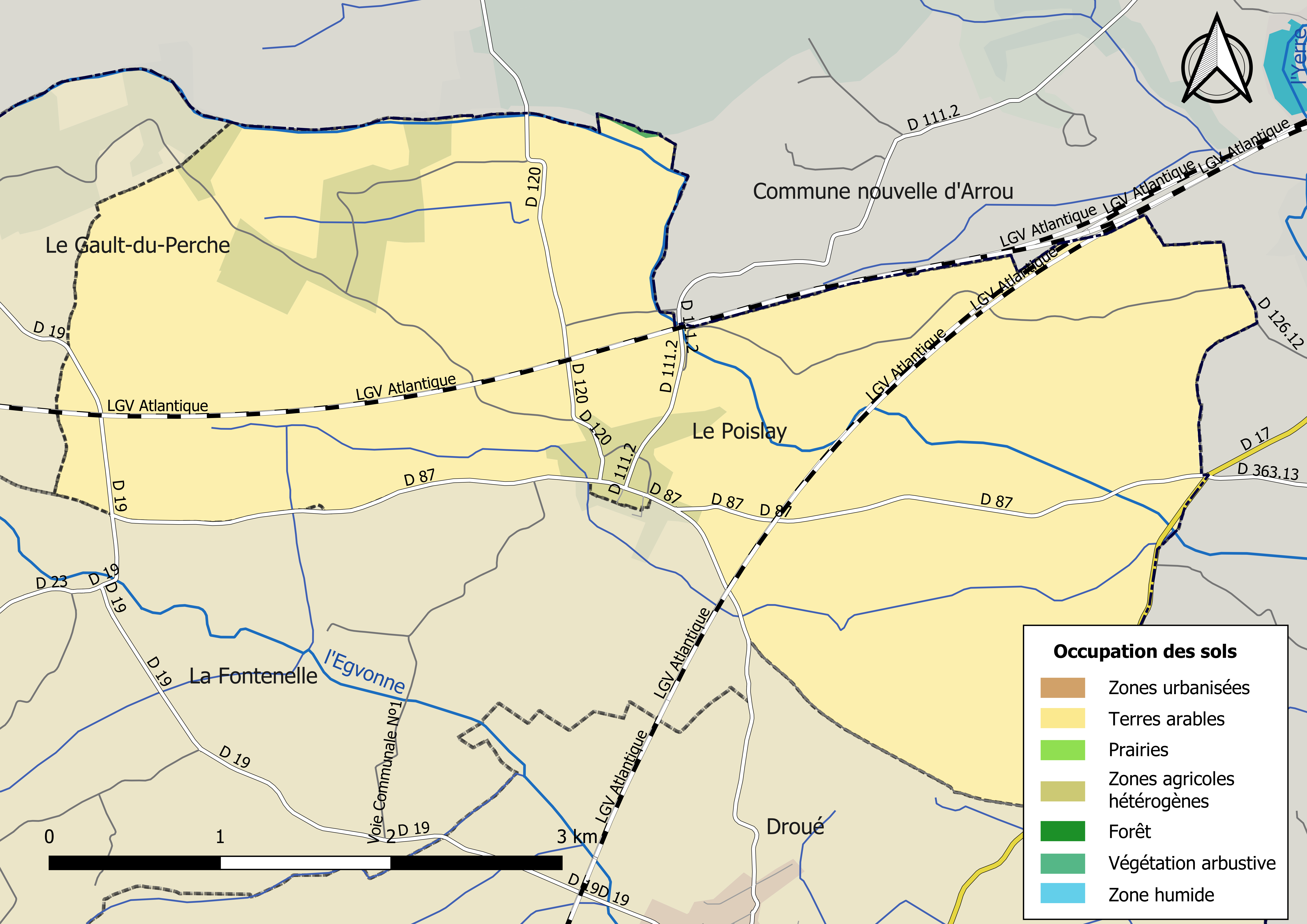
Carte des infrastructures et de l'occupation des sols de la commune en 2018 (CLC).

forêts (0,5 %).

### Planification
La loi SRU du 13 décembre 2000 a incité fortement les communes à se regrouper au sein d'un établissement public, pour déterminer les partis d'aménagement de l'espace au sein d'un SCoT, un document essentiel d'orientation stratégique des politiques publiques à une grande échelle. La commune est dans le territoire du  SCOT des Territoires du Grand Vendômois, approuvé en 2006 et dont la révision a été prescrite en 2017, pour tenir compte de l'élargissement de périmètre,.
En matière de planification, la commune, en 2017, avait engagé l'élaboration d'un plan local d'urbanisme. Par ailleurs, à la suite de la loi ALUR (loi pour l'accès au logement et un urbanisme rénové) de mars 2014, un plan local d'urbanisme intercommunal couvrant le territoire de la communauté de communes du Perche et Haut Vendômois a été prescrit le 9 décembre 2015.

### Habitat et logement
Le tableau ci-dessous présente la typologie des logements au Poislay en 2016 en comparaison avec celle du Loir-et-Cher et de la France entière. Une caractéristique marquante du parc de logements est ainsi une proportion de résidences secondaires et logements occasionnels (16 %) inférieure à celle du département (18 %) mais supérieure à celle de la France entière (9,6 %). Concernant le statut d'occupation de ces logements, 85,7 % des habitants de la commune sont propriétaires de leur logement (81,6 % en 2011), contre 68,1 % pour le Loir-et-Cher et 57,6 pour la France entière.
|                                                         | Le Poislay | Loir-et-Cher | France entière |
| ------------------------------------------------------- | ---------- | ------------ | -------------- |
| Résidences principales (en %)                           | 69,5       | 74,5         | 82,3           |
| Résidences secondaires et logements occasionnels (en %) | 16,0       | 18           | 9,6            |
| Logements vacants (en %)                                | 14,5       | 7,5          | 8,1            |

### Risques majeurs
Le territoire communal duPoislay est vulnérable à différents aléas naturels :  climatiques (hiver exceptionnel ou canicule), mouvements de terrains ou sismique (sismicité très faible),.
Les mouvements de terrains susceptibles de se produire sur la commune sont liés au retrait-gonflement des argiles. Le phénomène de retrait-gonflement des argiles est la conséquence d'un changement d'humidité des sols argileux. Les argiles sont capables de fixer l'eau disponible mais aussi de la perdre en se rétractant en cas de sécheresse. Ce phénomène peut provoquer des dégâts très importants sur les constructions (fissures, déformations des ouvertures) pouvant rendre inhabitables certains locaux. La carte de zonage de cet aléa peut être consultée sur le site de l'observatoire national des risques naturels Georisques.

## Histoire

### Révolution française et Empire

#### Nouvelle organisation territoriale
Le décret de l'Assemblée nationale du 12 novembre 1789 décrète qu'« il y aura une municipalité dans chaque ville, bourg, paroisse ou communauté de campagne », mais ce n'est qu'avec le décret de la Convention nationale du 10 brumaire an II (31 octobre 1793) que la paroisse du Poislay devient formellement « commune du Poislay »,.
En 1790, dans le cadre de la création des départements, la municipalité est rattachée au canton de Droué et au district de Mondoubleau. Les cantons sont supprimés, en tant que découpage administratif, par une loi du 26 juin 1793, et ne conservent qu'un rôle électoral, permettant l'élection des électeurs du second degré chargés de désigner les députés,. La Constitution du 5 fructidor an III, appliquée à partir de vendémiaire an IV (1795) supprime les districts, considérés comme des rouages administratifs liés à la Terreur, mais maintient les cantons qui acquièrent dès lors plus d'importance en retrouvant une fonction administrative. Enfin, sous le Consulat, un redécoupage territorial visant à réduire le nombre de justices de paix ramène le nombre de cantons en Loir-et-Cher de 33 à 24. Le Poislay est alors rattachée au canton de Droué et à l'arrondissement de Vendôme par arrêté du 5 vendémiaire an X (26 septembre 1801),,. Cette organisation va rester inchangée pendant près de 150 ans.

## Politique et administration

### Découpage territorial
La commune duPoislay est membre de la communauté de communes du Perche et Haut Vendômois, un établissement public de coopération intercommunale (EPCI) à fiscalité propre créé le 1er janvier 2014.
Elle est rattachée sur le plan administratif à l'arrondissement de Vendôme, au département de Loir-et-Cher et à la région Centre-Val de Loire, en tant que circonscriptions administratives. Sur le plan électoral, elle est rattachée au canton du Perche depuis 2015 pour l'élection des conseillers départementaux et à la troisième circonscription de Loir-et-Cher pour les élections législatives.

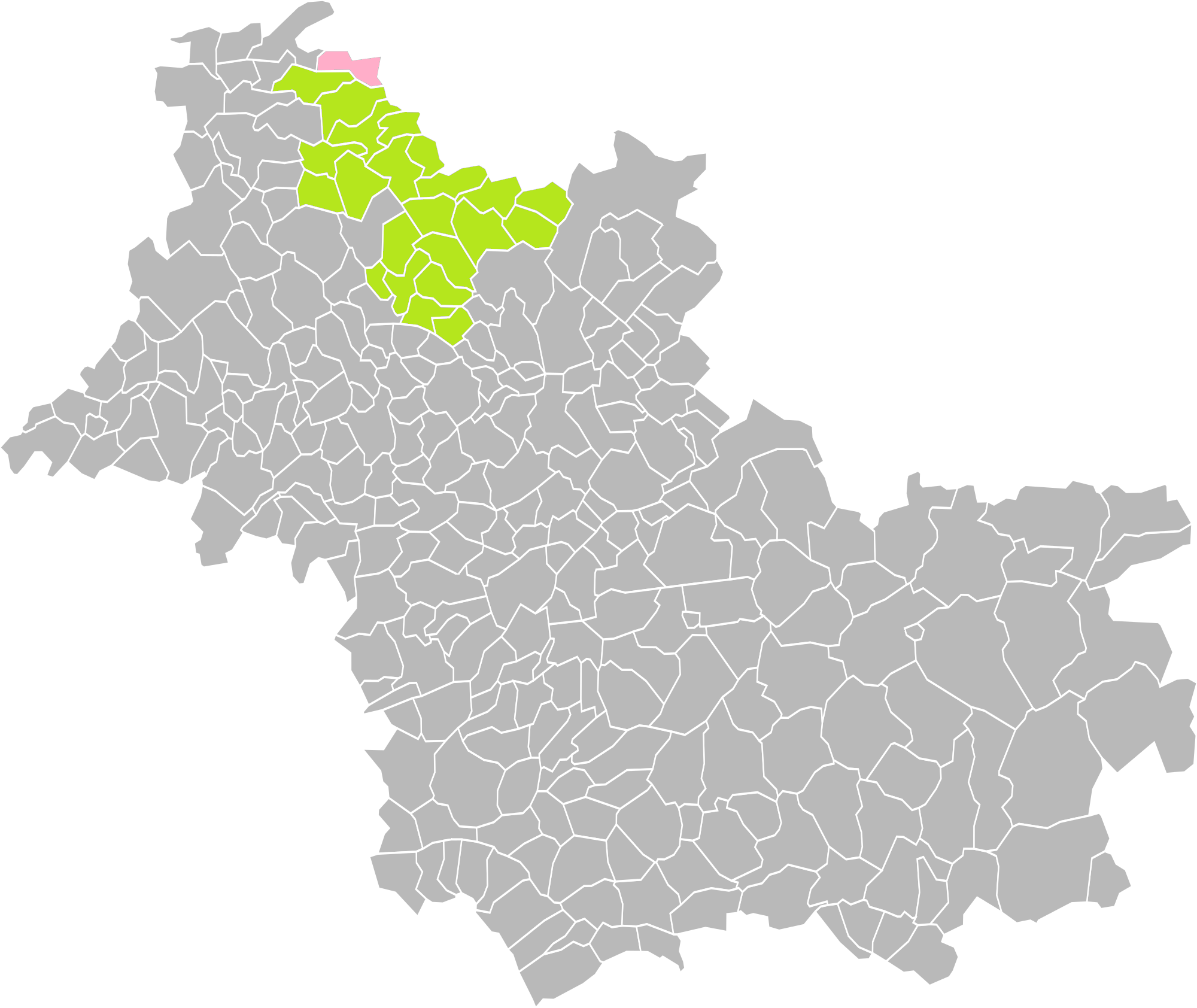
Le Poislay dans l'intercommunalité en 2016.
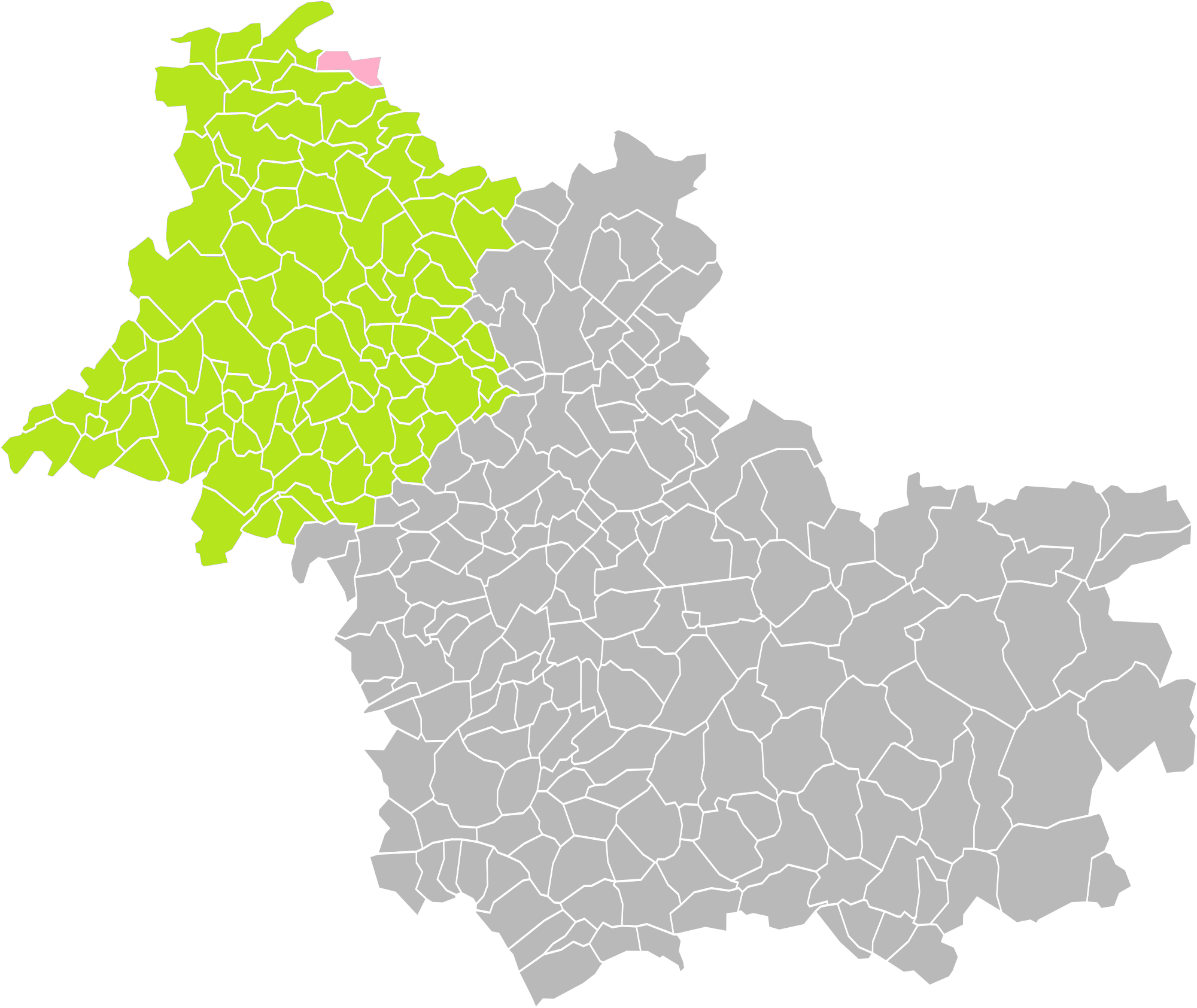
Le Poislay dans l'arrondissement de Vendôme en 2016.
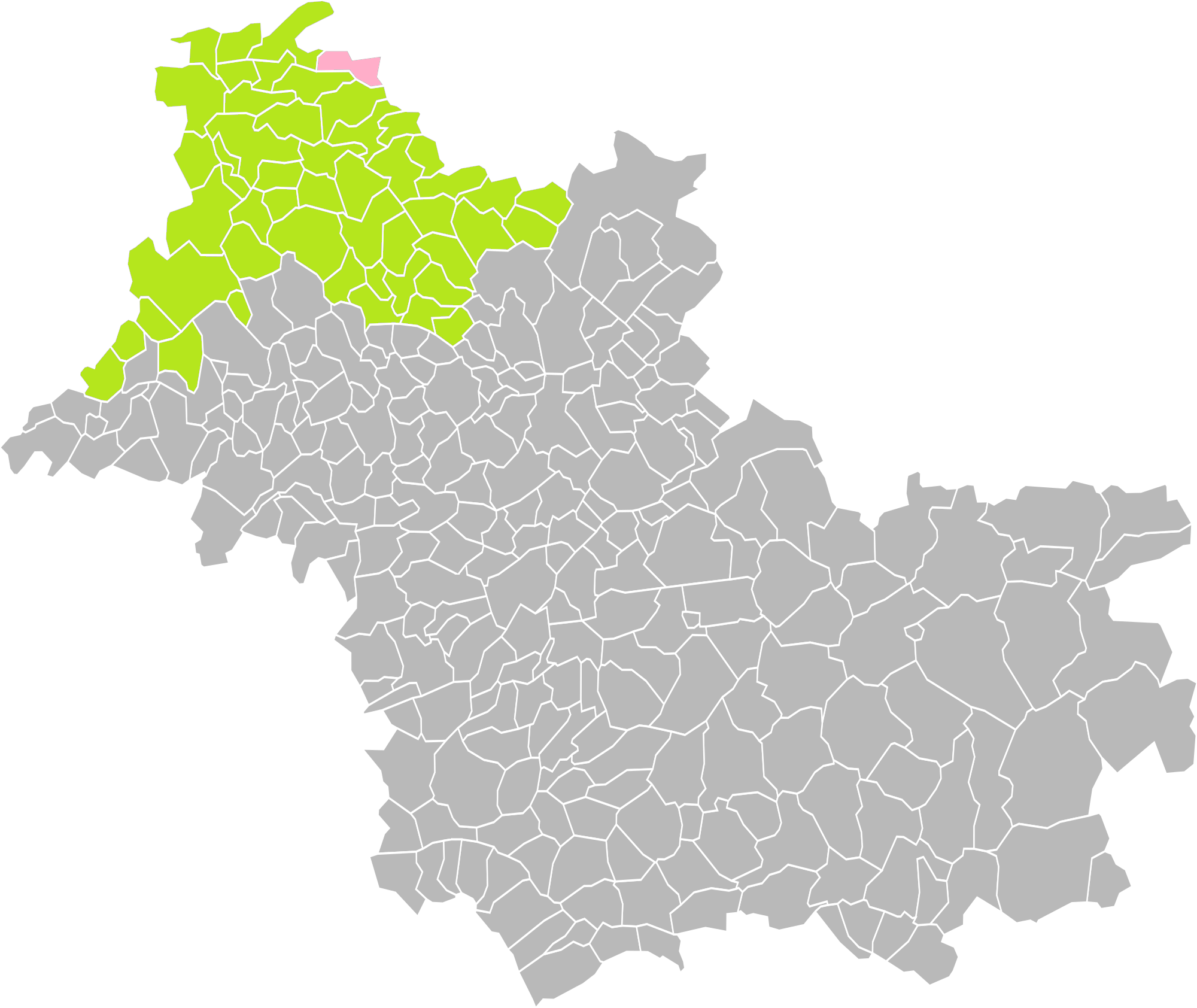
Le Poislay dans le canton du Perche en 2016.

### Politique et administration municipale

#### Conseil municipal et maire
Le conseil municipal du Poislay, commune de moins de 1 000 habitants, est élu au scrutin majoritaire plurinominal avec listes ouvertes et panachage. Compte tenu de la population communale, le nombre de sièges au conseil municipal est de 11. Le maire, à la fois agent de l'État et exécutif de la commune en tant que collectivité territoriale, est élu par le conseil municipal au scrutin secret lors de la première réunion du conseil suivant les élections municipales, pour un mandat de six ans, c'est-à-dire pour la durée du mandat du conseil.
| Période                                  | Période   | Identité           | Étiquette            | Qualité                              |
| ---------------------------------------- | --------- | ------------------ | -------------------- | ------------------------------------ |
| mars 1989                                | mars 2001 | Maurice Leroy      | PCF puis UDF puis NC | Député                               |
| avril 2014                               | mai 2020  | Michel Pionnier    |                      | Retraité agricole                    |
| mai 2020                                 | En cours  | Séverine Coigneau, |                      | Agricultrice sur grande exploitation |
| Les données manquantes sont à compléter. |           |                    |                      |                                      |

## Équipements et services

### Eau et assainissement
L'organisation de la distribution de l'eau potable, de la collecte et du traitement des eaux usées et pluviales relève des communes. La compétence eau et assainissement des communes est un service public industriel et commercial (SPIC).

#### Alimentation en eau potable
Le service d'eau potable comporte trois grandes étapes : le captage, la potabilisation et la distribution d'une eau potable conforme aux normes de qualité fixées pour protéger la santé humaine. En 2019, la commune est membre du syndicat intercommunal d'adduction d'eau potable de La Fontenelle qui assure le service en le délégant à une entreprise privée,  dont le contrat arrive à échéance le 30 septembre 2021.

#### Assainissement des eaux usées
En 2019, la commune du Poislay gère le service d'assainissement collectif en régie directe, c'est-à-dire avec ses propres personnels, avec le statut de régie à autonomie financière.
Une station de traitement des eaux usées est en service au 1er janvier 2019 sur le territoire communal : 
« Le Poislay », un équipement utilisant la technique du lagunage naturel, dont la capacité est de 200 EH, mis en service le 1er décembre 2004.
L'assainissement non collectif (ANC) désigne les installations individuelles de traitement des eaux domestiques qui ne sont pas desservies par un réseau public de collecte des eaux usées et qui doivent en conséquence traiter elles-mêmes leurs eaux usées avant de les rejeter dans le milieu naturel. La communauté de communes du Perche et Haut Vendômois assure pour le compte de la commune le service public d'assainissement non collectif (SPANC), qui a pour mission de vérifier la bonne exécution des travaux de réalisation et de réhabilitation, ainsi que le bon fonctionnement et l'entretien des installations.

### Sécurité, justice et secours
La sécurité de la commune est assurée par la brigade de gendarmerie de Droué qui dépend du groupement de gendarmerie départementale de Loir-et-Cher installé à Blois.
En matière de justice, Le Poislay relève du conseil de prud'hommes de Blois, de la Cour d'appel d'Orléans (juridiction de Blois), de la Cour d'assises de Loir-et-Cher, du tribunal administratif de Blois, du tribunal de commerce de Blois et du tribunal judiciaire de Blois.

## Population et société

### Démographie

#### Évolution démographique
L'évolution du nombre d'habitants est connue à travers les recensements de la population effectués dans la commune depuis 1793. Pour les communes de moins de 10 000 habitants, une enquête de recensement portant sur toute la population est réalisée tous les cinq ans, les populations de référence des années intermédiaires étant quant à elles estimées par interpolation ou extrapolation. Pour la commune, le premier recensement exhaustif entrant dans le cadre du nouveau dispositif a été réalisé en 2005.

En 2022, la commune comptait 198 habitants, en évolution de +7,03 % par rapport à 2016 (Loir-et-Cher : −1,15 %, France hors Mayotte : +2,11 %).
| 1793 | 1800 | 1806 | 1821 | 1831 | 1836 | 1841 | 1846 | 1851 |
| ---- | ---- | ---- | ---- | ---- | ---- | ---- | ---- | ---- |
| 534  | 559  | 527  | 556  | 604  | 619  | 642  | 662  | 572  |

| 1856 | 1861 | 1866 | 1872 | 1876 | 1881 | 1886 | 1891 | 1896 |
| ---- | ---- | ---- | ---- | ---- | ---- | ---- | ---- | ---- |
| 601  | 556  | 546  | 502  | 503  | 485  | 489  | 494  | 472  |

| 1901 | 1906 | 1911 | 1921 | 1926 | 1931 | 1936 | 1946 | 1954 |
| ---- | ---- | ---- | ---- | ---- | ---- | ---- | ---- | ---- |
| 465  | 525  | 503  | 469  | 507  | 431  | 423  | 411  | 391  |

| 1962 | 1968 | 1975 | 1982 | 1990 | 1999 | 2005 | 2006 | 2010 |
| ---- | ---- | ---- | ---- | ---- | ---- | ---- | ---- | ---- |
| 371  | 305  | 259  | 232  | 182  | 198  | 209  | 211  | 210  |

| 2015 | 2020 | 2022 | - | - | - | - | - | - |
| ---- | ---- | ---- | - | - | - | - | - | - |
| 189  | 189  | 198  | - | - | - | - | - | - |

#### Pyramide des âges
La population de la commune est relativement âgée.
En 2018, le taux de personnes d'un âge inférieur à 30 ans s'élève à 24,8 %, soit en dessous de la moyenne départementale (31,3 %). À l'inverse, le taux de personnes d'âge supérieur à 60 ans est de 40,8 % la même année, alors qu'il est de 31,6 % au niveau départemental.
En 2018, la commune comptait 99 hommes pour 85 femmes, soit un taux de 53,8 % d'hommes, largement supérieur au taux départemental (48,55 %).
Les pyramides des âges de la commune et du département s'établissent comme suit.
| Hommes | Classe d’âge | Femmes |
| ------ | ------------ | ------ |
| 0,0    | 90 ou +      | 1,1    |
| 9,8    | 75-89 ans    | 10,3   |
| 28,4   | 60-74 ans    | 32,2   |
| 16,7   | 45-59 ans    | 18,4   |
| 16,7   | 30-44 ans    | 17,2   |
| 12,7   | 15-29 ans    | 5,7    |
| 15,7   | 0-14 ans     | 14,9   |

| Hommes | Classe d’âge | Femmes |
| ------ | ------------ | ------ |
| 1,1    | 90 ou +      | 2,6    |
| 9,2    | 75-89 ans    | 11,9   |
| 19,7   | 60-74 ans    | 20,4   |
| 20,7   | 45-59 ans    | 20     |
| 16,5   | 30-44 ans    | 16,2   |
| 15,2   | 15-29 ans    | 13,2   |
| 17,6   | 0-14 ans     | 15,7   |

## Économie

### Secteurs d'activité
Le tableau ci-dessous détaille le nombre d'entreprises implantées au Poislay selon leur secteur d'activité et le nombre de leurs salariés :
|                                                              | total | % com (% dep) | 0 salarié | 1 à 9 salarié(s) | 10 à 19 salariés | 20 à 49 salariés | 50 salariés ou plus |
| ------------------------------------------------------------ | ----- | ------------- | --------- | ---------------- | ---------------- | ---------------- | ------------------- |
| Ensemble                                                     | 29    | 100,0 (100)   | 20        | 8                | 0                | 1                | 0                   |
| Agriculture, sylviculture et pêche                           | 11    | 37,9 (11,8)   | 8         | 3                | 0                | 0                | 0                   |
| Industrie                                                    | 2     | 6,9 (6,5)     | 1         | 1                | 0                | 0                | 0                   |
| Construction                                                 | 4     | 13,8 (10,3)   | 1         | 2                | 0                | 1                | 0                   |
| Commerce, transports, services divers                        | 11    | 37,9 (57,9)   | 10        | 1                | 0                | 0                | 0                   |
| dont commerce et réparation automobile                       | 1     | 3,4 (17,5)    | 1         | 0                | 0                | 0                | 0                   |
| Administration publique, enseignement, santé, action sociale | 1     | 3,4 (13,5)    | 0         | 1                | 0                | 0                | 0                   |
| Champ : ensemble des activités.                              |       |               |           |                  |                  |                  |                     |

Le secteur agricole est important puisqu'il représente 37,9 % du nombre d'entreprises de la commune (11 sur 29), contre 11,8 % au niveau départemental. 
Sur les 29 entreprises implantées au Poislay en 2016, 20 ne font appel à aucun salarié, 8 comptent 1 à 9 salariés,  et 1 emploie entre 20 et 49 personnes.
Au 1er juillet 2017, la commune est classée en zone de revitalisation rurale (ZRR), un dispositif visant à aider le développement des territoires ruraux principalement à travers des mesures fiscales et sociales. Des mesures spécifiques en faveur du développement économique s'y appliquent également

### Agriculture
En 2010, l'orientation technico-économique de l'agriculture sur la commune est la culture de céréales et d'oléoprotéagineux (COP). Le département a perdu près d'un quart de ses exploitations en 10 ans, entre 2000 et 2010 (c'est le département de la région Centre-Val de Loire qui en compte le moins). Cette tendance se retrouve également au niveau de la commune où le nombre d'exploitations est passé de 30 en 1988 à 17 en 2000 puis à 13 en 2010. Parallèlement, la taille de ces exploitations augmente, passant de 39 ha en 1988 à 82 ha en 2010. 
Le tableau ci-dessous présente les principales caractéristiques des exploitations agricoles duPoislay, observées sur une période de 22 ans : 
|                                      | 1988                 | 2000                 | 2010                 |
| Dimension économique                 | Dimension économique | Dimension économique | Dimension économique |
| ------------------------------------ | -------------------- | -------------------- | -------------------- |
| Nombre d'exploitations (u)           | 30                   | 17                   | 13                   |
| Travail (UTA)                        | 44                   | 25                   | 17                   |
| Surface agricole utilisée (ha)       | 1 162                | 1 143                | 1 061                |
| Cultures                             |                      |                      |                      |
| Terres labourables (ha)              | 1 054                | 1 113                | 1 048                |
| Céréales (ha)                        | 762                  | 682                  | 605                  |
| dont blé tendre (ha)                 | 555                  | 492                  | 401                  |
| dont maïs-grain et maïs-semence (ha) | 102                  | 48                   | 19                   |
| Tournesol (ha)                       | 24                   |                      |                      |
| Colza et navette (ha)                | 47                   | 244                  | 275                  |
| Élevage                              |                      |                      |                      |
| Cheptel (UGBTA)                      | 768                  | 429                  | 248                  |

.

## Culture locale et patrimoine

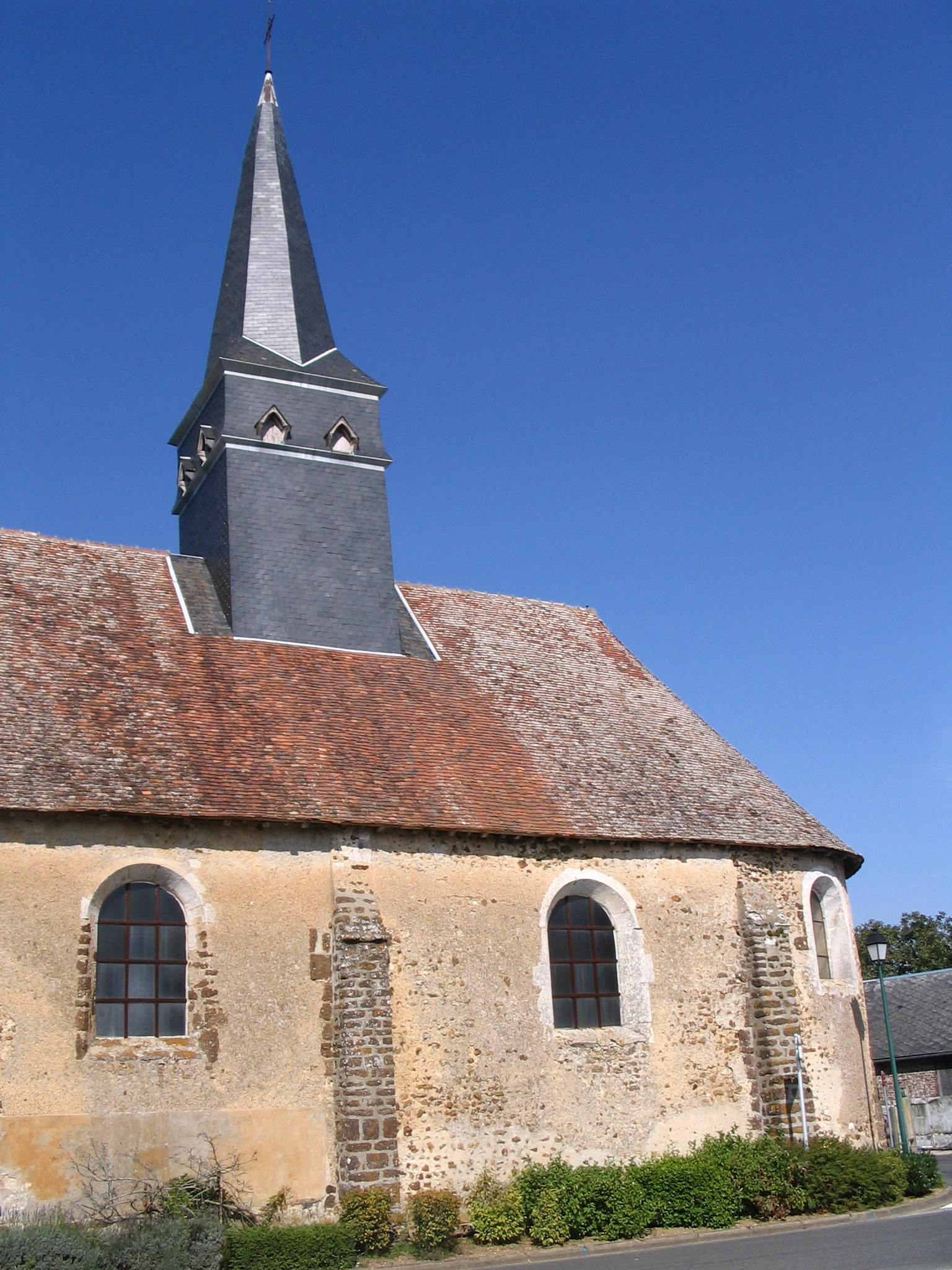
L'église du Poislay.

### Lieux et monuments

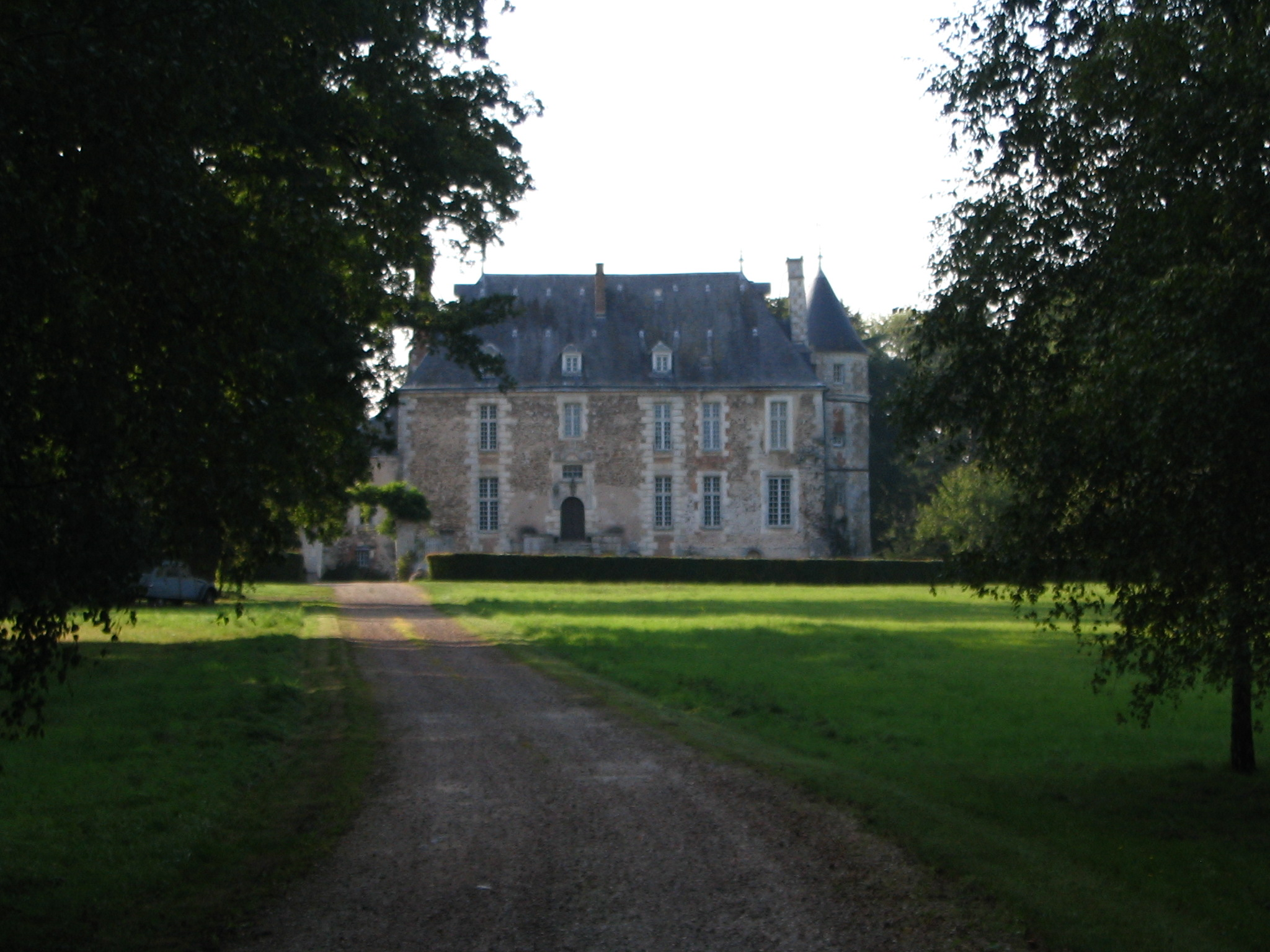
Le château de Chaussepot, à l'est de la commune.

- Château de Chaussepot, inscrit au titre des monuments historiques en 1991[76].
- L'église Saint-Pèlerin ou Saint-Pérégrin du Poislay date du XIIe siècle. Elle est construite en grès sombre, appelé « grison ». La façade ouest est munie d'un petit porche. Le chœur et la nef abritent de belles boiseries du XVIIe siècle toutes classées monuments historiques : retable principal, retables latéraux, table de communion, arc triomphal et chaire à prêcher. L'église possède aussi un certain nombre de  statues de différents saints en bois sculpté et peint, datées des XVIIe et XVIIIe siècles, également inscrites comme monuments historiques[77],[78].

### Héraldique
|  | Les armoiries du Poislay se blasonnent ainsi : Burelé d'or et d'azur au lion de gueules brochant, au chef du même chargé de trois macles d'or. Création J.P. Fernon, adoptée par délibération municipale du 30 avril 1998. |

### Personnalités liées à la commune
- Patrick Roger, chocolatier installé à Sceaux dans les Hauts-de-Seine et à Paris. Meilleur ouvrier de France 2000.
- Maurice Leroy, qui fut maire du Poislay, aujourd'hui vice-président du Nouveau Centre et président du conseil général de Loir-et-Cher.
- Marcel Boulay[79] : résistant né dans la commune, mort à Saint-Jean-Froidmentel.